# Середній наробіток між відмовами
Сере́дній наробі́ток між відмо́вами (англ. Mean time between failures, MTBF) — відношення сумарного наробітку відновлюваного об'єкта до математичного сподівання числа його відмов протягом цього наробітку тобто показує, який наробіток (переважно у годинах) у середньому припадає на одну відмову (скор. наробіток на відмову).
Наробі́ток між відмо́вами (англ. Operating time between failures) — наробіток об'єкта від завершення відновлення його працездатного стану після відмови до виникнення наступної відмови.

## Термінологія в англомовній літературі
MTBF (англ. Mean time between failures — середній час між відмовами, середній наробіток на відмову) — середній час між виникненнями відмов, виражений у годинах, тобто час, протягом якого обладнання може працювати без перерви (аварії). MTBF застосовується при оцінці показників надійності роботи обладнання та програмного забезпечення.
Інші поняття, що використовуються при визначенні MTBF:
PFD (англ. Probability of Failure on Demand, імовірність відмови при запиті) — середня імовірність того, що система не виконає свою функцію за запитом.
PFH (англ. Probability of Failure per Hour, імовірність виникнення відмови протягом години) — імовірність виникнення в системі небкзпкчної відмови (аварії) протягом години.
MTTR (англ. Mean Time to Restoration, середній час до відновлення роботоздатності) — середній час, що необхідний для відновлення нормальної роботи після виникнення відмови.
DC (англ. Diagnostic Coverage, діагностичне покриття) — відношення кількості виявлених відмов до загальної кількості відмов.
Для продукції показник MTBF формується на основі випробувань або теоретичних розрахунків. Для користувача показник свідчить про якість продукту, однак, він не пов'язаний з гарантією. Те, що обладнання повинно працювати N років чи годин, не означає, що стільки триває гарантія чи продукт не зазнає збоїв чи поломок протягом такого часу. Все залежить від інтенсивності та умов використання. MBTF має усталене числове значення лише при сталій інтенсивності відмов.
Системи, пов'язані із забезпеченням безпеки, умовно поділяють на дві категорії, які працюють:
- у режимі низької частоти запитів, коли частота запитів на виконання операції системи, пов'язаної з безпекою, не перевищує одного на рік або не перевищує більше ніж у два рази частоту запиту, зареєстровану під час контрольних випробувань
- і у режимі високої частоти запитів або у режимі неперервної роботи, коли частота запитів на виконання операції системи, пов'язаної з безпекою, перевищує один на рік або перевищує більше ніж у два рази частоту запиту, зареєстровану під час контрольних випробувань.

Значення рівня повноти безпеки (англ. Safety Integrity Level; SIL) для систем забезпечення безпеки з низькою частотою запитів безпосередньо залежить від діапазонів порядків середньої імовірності того, що вона не зможе задовільно виконувати свої функції по забезпеченню безпеки за запитом, або, простіше кажучи, від імовірності відмови при запиті (PFD). Значення SIL для систем забезпечення безпеки, що працюють у режимі високої частоти запитів (неперервно) безпосередньо залежить від імовірності виникнення небезпечної відмови протягом години (PFH).
У свою чергу, частота відмов: λ  = 1/ MTBF.

## Середній час безвідмовної роботи системи
Середній час безвідмовної роботи (середній наробіток на відмову) {\displaystyle T_{0}} — для невідновлюваних (неремонтованих) об'єктів — це математичне сподівання часу роботи системи до відмови:
{\displaystyle T_{0}=M=\int \limits _{0}^{\mathcal {1}}t\cdot f(t)dt=-\int \limits _{0}^{\mathcal {1}}tdP(t)}
Межі невласного інтегралу становлять від 0 до ∞, так як час не може бути від'ємним; {\displaystyle f(t)} — густина імовірності виникнення відмов системи або її невідновлюваного елемента.
{\displaystyle P(T)} — імовірність безвідмовної роботи в інтервалі часу {\displaystyle 0<t<T}. У початковий момент імовірність безвідмовної роботи Р(T)  дорівнює одиниці. У кінці часу роботи системи імовірність P(T)  дорівнює нулю.

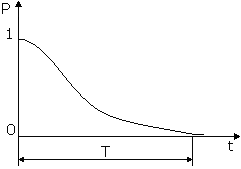
Графік імовірності безвідмовної роботи. Тут — випадковий час роботи системи до відмови або наробіток на відмову для невідновлюваного елемента або системи

Імовірність {\displaystyle P(T)} пов'язана з густиною імовірності виникнення відмов системи або її невідновлюваного елемента наступним чином:
{\displaystyle f(t)=-{\frac {dP(t)}{dt}}}.
Після інтегрування виразу для {\displaystyle T_{0}} по частинах, отримаємо:
{\displaystyle T_{0}=\int \limits _{0}^{\mathcal {1}}P(t)dt}
Графічно отриманий вираз для {\displaystyle T_{0}} зображено на рисунку як площа під графіком імовірності безвідмовної роботи Р(T) від часу T. У початковий момент імовірність Р(T) дорівнює одиниці. В кінці часу роботи системи імовірність P(T) дорівнює нулю.